# أرارات (أستراليا)
أرارات هي مدينة، تتبع ولاية فيكتوريا، بلغ عدد سكانها 8,297  نسمة في 2016، رمزها البريدي هو 3377.

## المناخ
يظهر الجدول التالي التغييرات المناخية على مدار السنة لأرارات:
| البيانات المناخية لـأرارات        | البيانات المناخية لـأرارات | البيانات المناخية لـأرارات | البيانات المناخية لـأرارات | البيانات المناخية لـأرارات | البيانات المناخية لـأرارات | البيانات المناخية لـأرارات | البيانات المناخية لـأرارات | البيانات المناخية لـأرارات | البيانات المناخية لـأرارات | البيانات المناخية لـأرارات | البيانات المناخية لـأرارات | البيانات المناخية لـأرارات | البيانات المناخية لـأرارات |
| الشهر                             | يناير                      | فبراير                     | مارس                       | أبريل                      | مايو                       | يونيو                      | يوليو                      | أغسطس                      | سبتمبر                     | أكتوبر                     | نوفمبر                     | ديسمبر                     | المعدل السنوي              |
| --------------------------------- | -------------------------- | -------------------------- | -------------------------- | -------------------------- | -------------------------- | -------------------------- | -------------------------- | -------------------------- | -------------------------- | -------------------------- | -------------------------- | -------------------------- | -------------------------- |
| الدرجة القصوى °م (°ف)             | 43.1 (109.6)               | 44.7 (112.5)               | 39.0 (102.2)               | 33.5 (92.3)                | 26.2 (79.2)                | 20.4 (68.7)                | 21.0 (69.8)                | 24.5 (76.1)                | 28.9 (84.0)                | 34.7 (94.5)                | 39.8 (103.6)               | 42.5 (108.5)               | 44.7 (112.5)               |
| متوسط درجة الحرارة الكبرى °م (°ف) | 26.9 (80.4)                | 27.1 (80.8)                | 23.9 (75.0)                | 19.5 (67.1)                | 15.4 (59.7)                | 12.4 (54.3)                | 11.7 (53.1)                | 13.0 (55.4)                | 15.2 (59.4)                | 18.1 (64.6)                | 21.5 (70.7)                | 24.5 (76.1)                | 19.1 (66.4)                |
| متوسط درجة الحرارة الصغرى °م (°ف) | 11.2 (52.2)                | 11.3 (52.3)                | 9.6 (49.3)                 | 7.2 (45.0)                 | 5.5 (41.9)                 | 3.9 (39.0)                 | 3.4 (38.1)                 | 3.9 (39.0)                 | 5.1 (41.2)                 | 6.0 (42.8)                 | 7.8 (46.0)                 | 9.3 (48.7)                 | 7.0 (44.6)                 |
| أدنى درجة حرارة °م (°ف)           | 0.6 (33.1)                 | 0.3 (32.5)                 | −0.9 (30.4)                | −5.7 (21.7)                | −5.2 (22.6)                | −6.4 (20.5)                | −7.3 (18.9)                | −6.2 (20.8)                | −4.0 (24.8)                | −4.5 (23.9)                | −4.5 (23.9)                | −1.0 (30.2)                | −7.3 (18.9)                |
| الهطول مم (إنش)                   | 39.9 (1.57)                | 32.5 (1.28)                | 30.6 (1.21)                | 42.5 (1.67)                | 51.6 (2.03)                | 56.4 (2.22)                | 62.8 (2.47)                | 69.0 (2.72)                | 59.7 (2.35)                | 56.5 (2.22)                | 45.0 (1.77)                | 37.7 (1.48)                | 584.2 (22.99)              |
| المصدر:                           |                            |                            |                            |                            |                            |                            |                            |                            |                            |                            |                            |                            |                            |

## أعلام
- توم هايز
- شين كيلي
- بيرترام واينر
- ميخائيل غلينون
- هارولد بوشامب
- نيل موراي
- فريدريك لوي
- جاك غراهام
- نورمان إيمرسون